# Файли FinCEN
Файли FinCEN (англ. FinCEN Files) — документи, що витекли з Бюро фінансових розслідувань (FinCEN, Financial Crimes Enforcement Network) у 2019 році, були відправлені до Міжнародного консорціуму журналістських розслідувань BuzzFeed News та опубліковані 20 вересня 2020 року. Ці доповіді описують понад 200 000 підозрілих транзакцій на суму US$2 трильйона за період з 1999 по 2017 рік у кількох глобальних фінансових установах. Документи вказують, що хоч і банки, і федеральний уряд США володіють органами фінансового моніторингу, вони мало що зробили для припинення злочинної діяльності, як, наприклад, відмивання грошей. Ця інформація стосується фінансових закладів понад 170 країн, які зіграли роль у відмиванні грошей та інших шахрайств. Журналісти в усьому світі критикували як банки, так і уряд США, BBC заявили, що це демонструє як «найбільші банки світу дозволили злочинцям переміщувати брудні гроші по всьому світу», а BuzzFeed News стверджує, що файли «пропонують безпрецедентний погляд на глобальну фінансову корупцію, на банки, що її підтримують, та державні органи, які стежать за її розквітом».

## Журналістське розслідування
BuzzFeed News отримали 2657 документів, з них 2121 доповідь про підозрілу діяльність, у 2019 році й поділилися ними із Міжнародним консорціумом журналістських розслідувань (ICIJ). 400 журналістів із 88 країн взялися за розслідування, яке завершилося публікаціями 20 вересня 2020. BuzzFeed News та Консорціум журналістів повідомили, що файли містять інформацію про понад 200 000 транзакцій з 1999 по 2017 рік на загальну суму US$2 трильйона. Крім того, у консорціумі відзначили, що результати можуть не бути репрезентативними, оскільки отримані файли складають менше 0,02 % від понад 12 мільйонів доповідей, які фінансові заклади подали до Бюро фінансових розслідувань за цей час. За словами The Miami Herald: «це найбільш детальні документи Міністерства фінансів, які коли-небудь були злиті.»
Видання відзначило, що деякі записи були зібрані в рамках розслідування російського втручання у президентські вибори 2016 року Конгресом США; інші були зібрані за запитами до Бюро фінансових розслідувань від правоохоронних органів.

## Результати розслідування
BuzzFeed News назвали «JPMorgan Chase, HSBC, Standard Chartered, Deutsche Bank та Bank of New York Mellon» втягнутими у відмивання грошей. Вони також піддали критиці американський уряд за те, що він не змусив банки припинити цю діяльність. BuzzFeed и ICIJ також повідомили, що American Express, Bank of America, Bank of China, Barclays, China Investment Corporation, Citibank, Commerzbank, Danske Bank, First Republic Bank, Société Générale, VEB.RF та Wells Fargo подавали SARs. Консорціум журналістів відзначив, що 62 % опублікованих документів стосувалися Deutsche Bank, причому не менше 20 % з них містили адреси на Британських Віргінських островах.
Серед помітних осіб, згадуваних у витоку, колишній керівник кампанії Дональда Трампа та Віктора Януковича Пол Манафорт, ірано-турецький торговець золотом Реза Зарраб, бізнесмен-утікач Джо Лоу і ймовірний голова російської організованої злочинності Семен Могилевич.
Решта інформації про національні зв'язки з файлами бюро містить доповіді CBC[прояснити] Канади про висвітлення HSBC й Австралійського радіотелебачення.

### Велика Британія
Найбільше згадуються британські компанії — понад 3000, це більше, ніж із інших країн.

### Німеччина
Deutsche Bank працював із коштами, які пов'язані з організованою злочинністю, терористами і наркоторговцями.

### Росія
Аркадій Ротенберг, соратник Путіна, використовував лондонський банк Barclays для переказу коштів. Таким чином він обходив західні санкції.

### Арабські Емірати
Центральний банк Об'єднаних Арабських Еміратів не відреагував на попередження і не вжив заходів щодо однієї місцевої компанії, яка допомагала Ірану ухилятися від санкцій.

## Україна
Через американський банк JPMorgan Chase було перераховано понад $50 мільйонів для Пола Манафорта за його співпрацю з Партією Регіонів та Віктором Януковичем.
Також там фігурують українські олігархи Петро Порошенко, Ігор Коломойський, Дмитро Фірташ та Андрій Клюєв. Дмитро Фірташ вивів із Надра Банку за кордон понад $1 млрд через нью-йоркські відділення двох глобальних банків — Standard Chartered і Bank of New York Mellon.
У розслідуванні брала участь українська журналістка Тетяна Козирєва.

## Реакція
BuzzFeed News звернувся до вищезгаданих банків щодо надання відповіді на звинувачення. American Express та Bank of China не відповіли; Bank of America та First Republic Bank від коментарів відмовилися. Коли всесвітня група журналістів готувала свій репортаж, 16 вересня 2020 року Бюро оголосило, що перегляне свої програми з боротьби з відмиванням грошей.
Deutsche Bank прокоментував розслідування, пояснивши, що операції, згадані у витоку файлів FinCEN, здійснювалися до 2016 року, і визнав тодішні недоліки в своєму контрольному середовищі: «… ми навчалися на своїх помилках, систематично вирішували проблеми та вносили зміни в наш бізнес периметр, наші органи управління та наш персонал». Банк інвестував 1 мільярд доларів у вдосконалення контролю, тренінги та оперативні процеси, збільшив команду по боротьбі із фінансовими злочинами до понад 1500 осіб і заявив, що «зараз банк вже зовсім інший». У додатковій заяві банк повторив своє зобов'язання забезпечувати недопущення шахрайства. Стосовно інформації, на яку посилається ICIJ, у банку зазначили, що інформація, яка визначається та передається урядам відповідно до закону — це лише повідомлення про можливі порушення, а не доведені факти.
Standard Chartered відповів на звинувачення, стверджуючи, що «ми надзвичайно серйозно ставимося до своєї відповідальності у боротьбі з фінансовою злочинністю». Вони заявляють, що виконують свої зобов'язання перед правоохоронними органами, і що «відповідальність банків полягає у створенні ефективних систем контролю та моніторингу, і ми тісно співпрацюємо з регуляторами та правоохоронними органами для притягнення винних осіб до відповідальності».
Бюро фінансових розслідувань засудило витік, заявивши, що це може вплинути на національну безпеку США, скомпрометувати розслідування і поставити під загрозу безпеку закладів та осіб, які подають доповіді до Бюро.
Сенатори Елізабет Воррен та Берні Сандерс закликали до реформ. Сенатор Уоррен наполягала на покаранні і закликала прийняти її законопроект «Про дуже велике тюремне ув'язнення». Берні Сандерс заявив, що практика відмивання є «лише частиною звичної ділової практики на Уолл-стріт» і що «бізнес-модель Уолл-стріт — це шахрайство».
21 вересня 2020 внаслідок витоку документів акції банків на біржах обвалилися. Акції HSBC впали до рівня 20-річної давності.